# Hermann Stechmann
Hermann Stechmann (* 23. März 1840 in Rügenwalde, Pommern; † 3. September 1900 in Breslau) war ein deutscher Zoologe und Direktor des Zoologischen Gartens Breslau.

## Leben
Stechmann studierte in Greifswald Medizin und Zoologie, wo er sich dem Corps Borussia anschloss. Vom 15. Mai 1882 bis zu seinem Tod am 3. September 1900 war er Direktor des Breslauer Zoologischen Gartens. Unter Stechmann nahm der Zoologische Garten Breslau eine rasante Entwicklung, die den Zoo international bekannt machte. Der Zoo wurde um viele Arten bereichert. Stechmann ließ das Vogelhaus, ein Bärengehege, das Elefantenhaus und die Raubkatzenanlage errichten. Die Gebäude sind bis heute erhalten und werden noch immer für den ursprünglichen Verwendungszweck genutzt.
Stechmann führte die vom ersten Direktor des Breslauer Zoos, Franz Schlegel, in den 1870er Jahren initiierten Völkerschauen weiter, bis Stechmanns Nachfolger Friedrich Grabowsky diese aus dem Programm strich.
Zum 25-jährigen Jubiläum des Zoos 1890 erschien der von Stechmann herausgegebene Zooführer mit Lageplan und 48 Fotoansichten des Zoos und seiner Tiere. Dies war einer der ersten großen Zooführer der Welt, nachdem bereits Franz Schlegel 1867 einen ersten Führer im Zoologischen Garten bei Breslau verfasst und veröffentlicht hatte, der 1872 in 11. Auflage erschien.
Bei Stechmanns Tod umfasste der Tierbestand 1800 Tiere und 650 Arten.